# لیک واکومیس (میزوری)
لیک واکومیس (به انگلیسی: Lake Waukomis) یک شهر در ایالات متحده آمریکا است که در شهرستان پلت، میزوری واقع شده‌است. لیک واکومیس ۱٫۰۱ کیلومتر مربع مساحت و ۸۷۰ نفر جمعیت دارد و ۳۰۲ متر بالاتر از سطح دریا قرار دارد.